# NGC 7717
NGC 7717 ist eine linsenförmige Galaxie vom Hubble-Typ SB0/a im Sternbild Aquarius auf der Ekliptik. Sie ist schätzungsweise 158 Mio. Lichtjahre von der Milchstraße entfernt und hat einen Durchmesser von etwa 65.000 Lj.
Das Objekt wurde im Jahr 1876 von Ernst Wilhelm Leberecht Tempel mit seinem 18,7-Zoll-Spiegelteleskop entdeckt und später von Johan Dreyer in seinen New General Catalogue aufgenommen.